# سرگز خضر صفا کالینو
سرگز خضر صفا کالینو یک منطقهٔ مسکونی در ایران است که در دهستان درآگاه واقع شده‌است. سرگز خضر صفا کالینو ۷۹ نفر جمعیت دارد.